# Greil Marcus
Greil Marcus (19 de junho de 1945) é um autor, jornalista musical e crítico cultural norte-americano. Ele é notável pela produção de textos acadêmicos e literários que tem lugar na música rock num quadro muito mais amplo da cultura e da política do que é habitual no jornalismo da música pop.

## Vida e carreira
Marcus nasceu em São Francisco e ganhou um curso de graduação em Estudos Americanos da Universidade da Califórnia, em Berkeley, onde também fez pós-graduação em ciência política. Ele tem sido crítico de rock e colunista da Rolling Stone (onde foi o primeiro editor de comentários, a US$ 30 por semana) e outras publicações, incluindo Creem, The Village Voice, e Artforum. De 1983 a 1989, Marcus estava no conselho de administração da National Book Critics Circle.
Seu livro Mystery Train, de 1975, foi notável em colocar o rock and roll dentro do contexto de arquétipos culturais americanos, de Moby Dick a O Grande Gatsby para Stagger Lee. "O reconhecimento das unidades no imaginário americano já existentes" de Marcus inspirou incontáveis escribas de rock. Em 30 de agosto de 2011, a revista TIME publicou uma lista do que eles consideram os 100 melhores livros de não-ficção desde 1923, quando a revista foi publicada pela primeira vez e incluiu "Mystery Train" na lista, uma de apenas cinco que lidavam com a cultura, e o único lidando com o tema da música americana.
Seu próximo livro, Lipstick Traces: A Secret History of the 20th Century (1989), estendeu sua marca registrada improvisada através de um século da civilização ocidental. Postulando punk rock como fenômeno cultural trans-histórico, Marcus analisou conexões filosóficas entre entidades tão diversas como heresias medievais, dadaísmo, os situacionistas, e Sex Pistols.
Em 1991, Marcus publicou Dead Elvis, uma coleção de escritos sobre Elvis Presley, e em 1993 publicou Ranters and Crowd Pleasers (reeditado como In the Fascist Bathroom: Punk in Pop Music), um exame do pós-punk pop político. Em 1997, usando velhas bootlegs de Bob Dylan como ponto de partida, Marcus dissecou o subconsciente americano com Invisible Republic: Bob Dylan's Basement Tapes.
Ele atualmente escreve a coluna "Elephant Dancing" para Interview, "Real Life Rock Top Ten" para The Believer, e, ocasionalmente, ministra cursos de pós-graduação em Estudos Americanos da Universidade da Califórnia, em Berkeley. Ele também leciona uma palestra na The New School chamada de "The Old Weird America: Music as Democratic Speech – from the Commonplace Song to Bob Dylan". Durante outono de 2008, Marcus ocupou a Cadeira Winton no Colégio de Artes Liberais na Universidade de Minnesota, onde ele lecionou e palestrou sobre a história da cultura pop americana.
Seu próximo livro, When That Rough God Goes Riding: Listening to Van Morrison, foi publicado em março de 2010. Centra-se na "busca de Marcus em entender o gênio especial de Van Morrison através dos momentos extraordinários e inclassificáveis em sua longa carreira." O título é derivado de sua música "Rough God Goes Riding", de 1997.
Seus livros mais recentes são Bob Dylan por Greil Marcus: Writings 1968-2010 (Public Affairs, 2010) e The Doors: Uma vida da Ouvindo Cinco Anos médios (Public Affairs, 2011). Uma coleção de suas entrevistas editado por Joe Bonomo foi publicado pela University Press of Mississippi em 2012.
Seus livros mais recentes são Bob Dylan by Greil Marcus: Writings 1968–2010 (Public Affairs, 2010) e The Doors: A Lifetime of Listening to Five Mean Years (Public Affairs, 2011). Uma coleção de suas entrevistas editadas por Joe Bonomo foi publicado pela University Press of Mississippi, em 2012.
O Los Angeles Review of Books em 2012 publicou uma entrevista com 20.000 palavras com Marcus sobre a sua vida.

## Obras
- Rock & Roll Will Stand (1969), antologia editada
- Double Feature: Movies & Politics (1972), co-autor com Michael Goodwin
- Mystery Train: Images of America in Rock 'n' Roll Music (1975, quinta revisão de 25 de março de 2008)
- Stranded: Rock and Roll for a Desert Island (1979, editor e colaborador)
- Lipstick Traces: A Secret History of the 20th Century (1989)
- Dead Elvis: A Chronicle of a Cultural Obsession (1991)
- In the Fascist Bathroom: Punk in Pop Music, 1977–1992 (1993, originalmente publicado como Ranters & Crowd Pleasers)
- The Dustbin of History (1995)
- Invisible Republic: Bob Dylan's Basement Tapes (1997; também publicado como The Old, Weird America: Bob Dylan's Basement Tapes, 2001)
- Double Trouble: Bill Clinton and Elvis Presley in a Land of No Alternatives (2001)
- The Manchurian Candidate: BFI Film Classics, 68 (2002)
- The Rose & the Briar: Death, Love and Liberty in the American Ballad (2004, co-editado com Sean Wilentz)
- Like a Rolling Stone: Bob Dylan at the Crossroads (2005)
- The Shape of Things to Come: Prophecy in the American Voice (2006)
- A New Literary History of America (2009), co-editado com Werner Sollors
- Best Music Writing 2009, 10th anniversary edition (2009), editor convidado com Daphne Carr (series editor)
- When That Rough God Goes Riding: Listening to Van Morrison (2010)
- Bob Dylan by Greil Marcus: Writings 1968–2010 (2011)
- The Old, Weird America: The World of Bob Dylan's Basement Tapes (2011)
- The Doors: A Lifetime of Listening to Five Mean Years (2011)
- Conversations With Greil Marcus (editado por Joe Bonomo, Literary Conversations Series, 2012)